# Вилијам Атертон
Вилијам Атертон Најт (енгл. William Atherton Knight; Оринџ, 30. јул 1947) амерички је позоришни, филмски и ТВ глумац.
Познат је по улогама у филмовима Сјај и беда Холивуда (1975), Тексас Експрес (1974), У потрази за господином Гудбаром (1977), Истеривачи духова (1984), Умри мушки (1988), Умри мушки 2 (1990), Оскар (1991), Досије пеликан (1993) и Последњи самурај (2003).